# Ruaingas
Os ruaingas, roingas, roinjas ou rohingyas (Ruáingga /ɹuájŋɡa/, birmanês:  ရိုဟင်ဂျာ rui hang gya /ɹòhɪ̀ɴɡjà/, em bengali:  রোহিঙ্গা Rohingga /ɹohiŋɡa/) são um grupo étnico que pratica o islamismo e fala a língua ruainga, um idioma indo-ariano parente do bengáli. A origem desse povo é motivo de divergência com alguns dizendo que se originaram em Arracão (também conhecida como Raquine, ou Rohang em ruainga) no Mianmar, e outros dizendo que são imigrantes muçulmanos oriundos de Bengala, atualmente Bangladexe. No Mianmar vivia a maior concentração de ruaingas no mundo. Os ruaingas, entretanto, não são reconhecidos pelo governo do Mianmar, tendo direitos como cidadania, movimento e permissão de residência limitados, impedindo o progresso social e econômico dessa etnia, sendo considerados apátridas.
Os ruaingas foram marginalizados em vários países, sendo perseguidos por motivações étnicas e religiosas e tendo que se refugiar em guetos e favelas, a ponto de a Organização das Nações Unidas tê-los nomeado como uma das minorias mais perseguidas do mundo. Destacaram-se na mídia por causa dos conflitos étnicos no Mianmar, como em junho de 2012, quando conflitos com arracaneses étnicos deixaram 140 mortos e 100 mil pessoas sem casa. Em 2015, os conflitos se intensificaram e causaram a crise de refugiados ruaingas e a perseguição aos ruaingas no Mianmar em 2016 e 2017 na região, afetando países próximos. O governo da Índia apoia o governo birmanês na contenção desta etnia.